# Dach-Drehzahnmoos

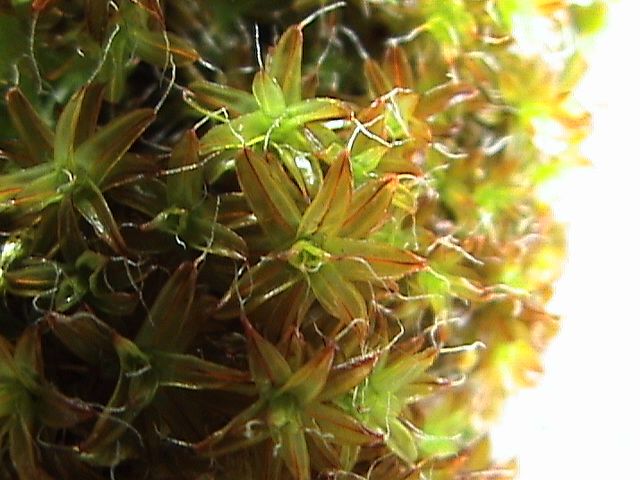
Nahaufnahme der Laubblätter mit gut sichtbaren Glashaaren

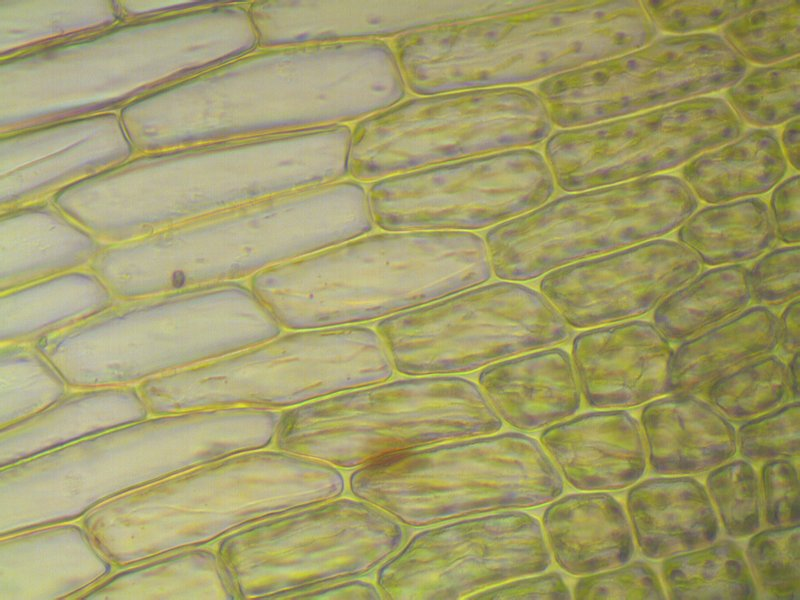
Rechteckige, durchscheinend helle Laminazellen am Blattgrund

Das Dach-Drehzahnmoos (Syntrichia ruralis) ist eine weltweit verbreitete Art der Laubmoose, die durch ihre gezähnten Glashaare an den Blättchen auffällt. Es handelt sich um ein xerophytisches Moos, das eine große Widerstandsfähigkeit gegen Austrocknung und hohe Temperaturen aufweist. Es vermag bis zu 14 Jahre im luftgetrockneten Zustand lebensfähig zu bleiben.

## Verbreitung
Das in allen Klimazonen außerhalb der Tropen recht häufige Moos wächst zumeist in ausgeprägter Polster- oder Kissenform, bildet aber auch Rasen. Es wächst sowohl im Flachland und dringt bis in die subalpine Stufe der Gebirge vor. Natürlich kommt es in erster Linie auf Felsen und Erde vor, besiedelt aber auch Mauern, Beton und Dächer. Selten ist es sogar auf Totholz oder auf Borke zu finden.

## Merkmale
Das Dach-Drehzahnmoos bildet Stämmchen aus, die bis zu 8 cm hoch werden können. Normalerweise erreichen diese jedoch nur eine Höhe von etwa 2 bis 4 cm. Sie formen einen lockeren Rasen. Die Blätter sind am Stämmchen oben schopfig gehäuft. Im feuchten Zustand sind diese sparrig zurückgekrümmt, im trockenen Zustand erscheinen sie dagegen verbogen oder gedreht. Die länglichen Blätter sind oberseits relativ breit abgerundet und weisen an der Spitze ein dornig gezähntes, durchscheinendes (hyalines) Glashaar auf, das spitz aus dem Blatt austritt. Die Blätter sind am Rand fast bis zur Spitze etwas zurückgerollt. Die Laminazellen erscheinen am Blattgrund hell und sind rechteckig geformt. In der oberen Hälfte des Blattes sind sie dagegen rundlich sechsseitig geformt und sind deutlich papillös. Die eilängliche Kapsel ist etwas gekrümmt und weist zweimal nach links gewundene Peristomzähne auf. Der Kapselstiel (die Seta) ist rot gefärbt.

## Synonyme
Das Dach-Drehzahnmoos Syntrichia ruralis (Hedw.) Gaert., Meyer et Scherb. hat folgende Synonyme der wissenschaftlichen Bezeichnung:
- Tortula ruraliformis (Besch.) Ingham
- Tortula ruralis (Hedw.) Gärtn., Meyer & Scherb.
- Barbula ruralis Hedw.